# Терношори (заказник)
Терношо́ри — лісовий заказник місцевого значення в Україні. Розташований у Косівському районі Івано-Франківської області, в межах села Снідавка. 
Площа 10 га. Статус присвоєно згідно з розпорядженням облдержадміністрації від 15.07.1996 року № 451. Перебуває у віданні ДП Косівський міжгосподарський лісгосп. 
Заказник розташований на гірському схилі південної експозиції, на лівобережжі річки Безульки (притока Рибниці). Створений з метою збереження ділянки лісу з групою мальовничих скель заввишки до 40 м. В урочищі знаходиться скельний комплекс Терношорська лада. Зростають: сосна, смерека, береза. 

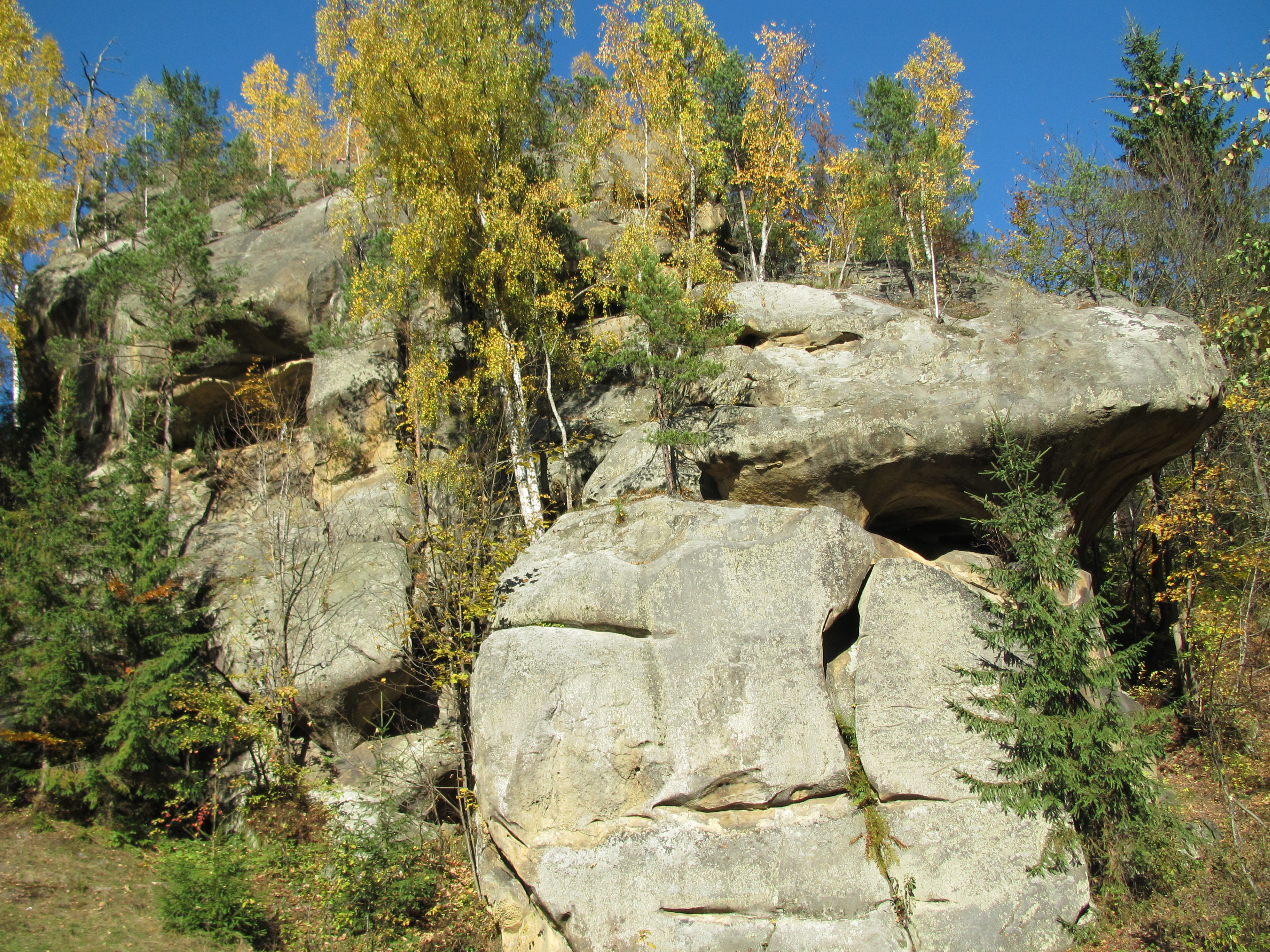
«Терношорська Лада»

У 2010 році заказник «Терношори» ввійшов до складу регіонального ландшафтного парку «Гуцульщина».

## Світлини

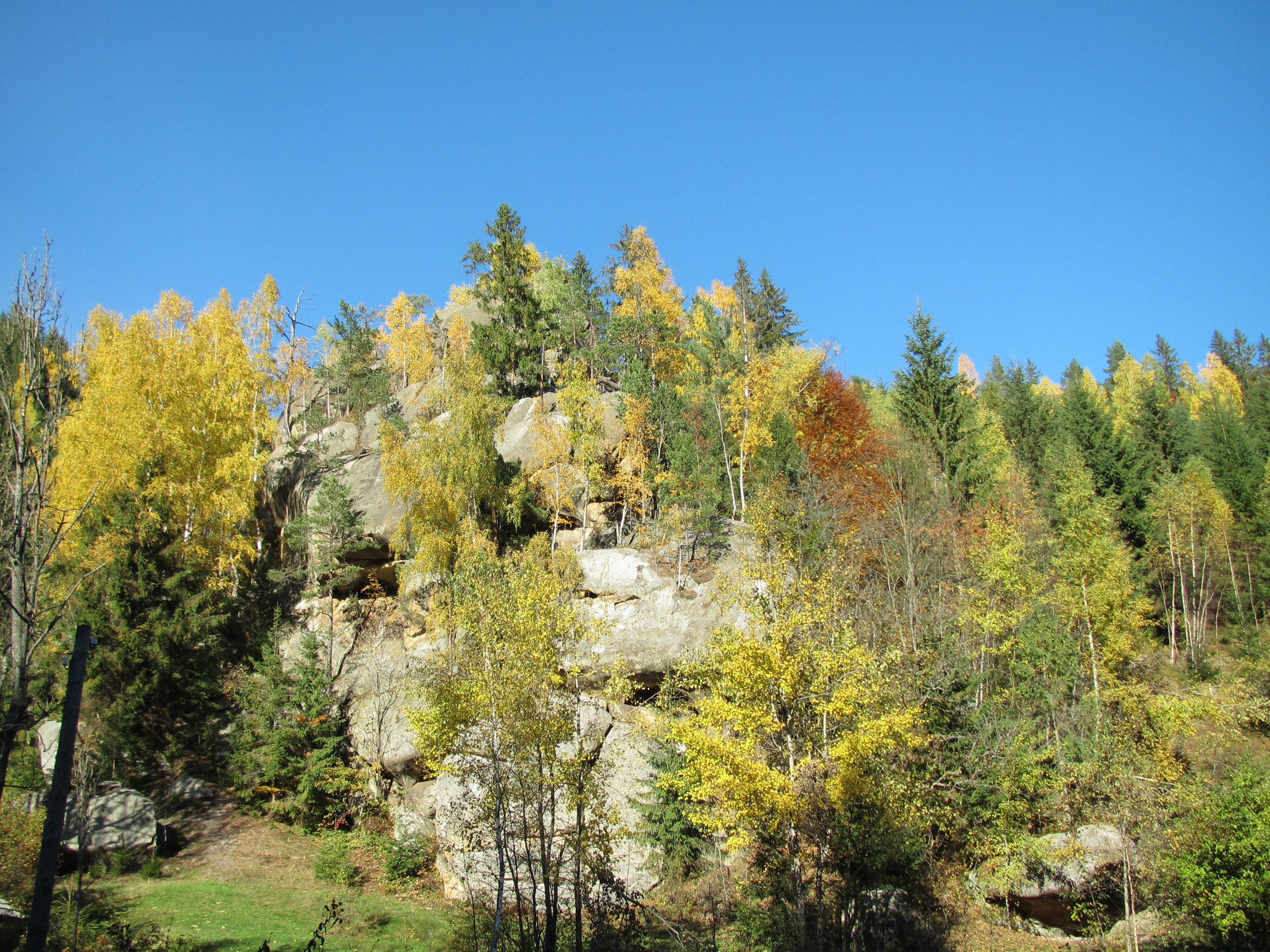
Терношорська Лада восени
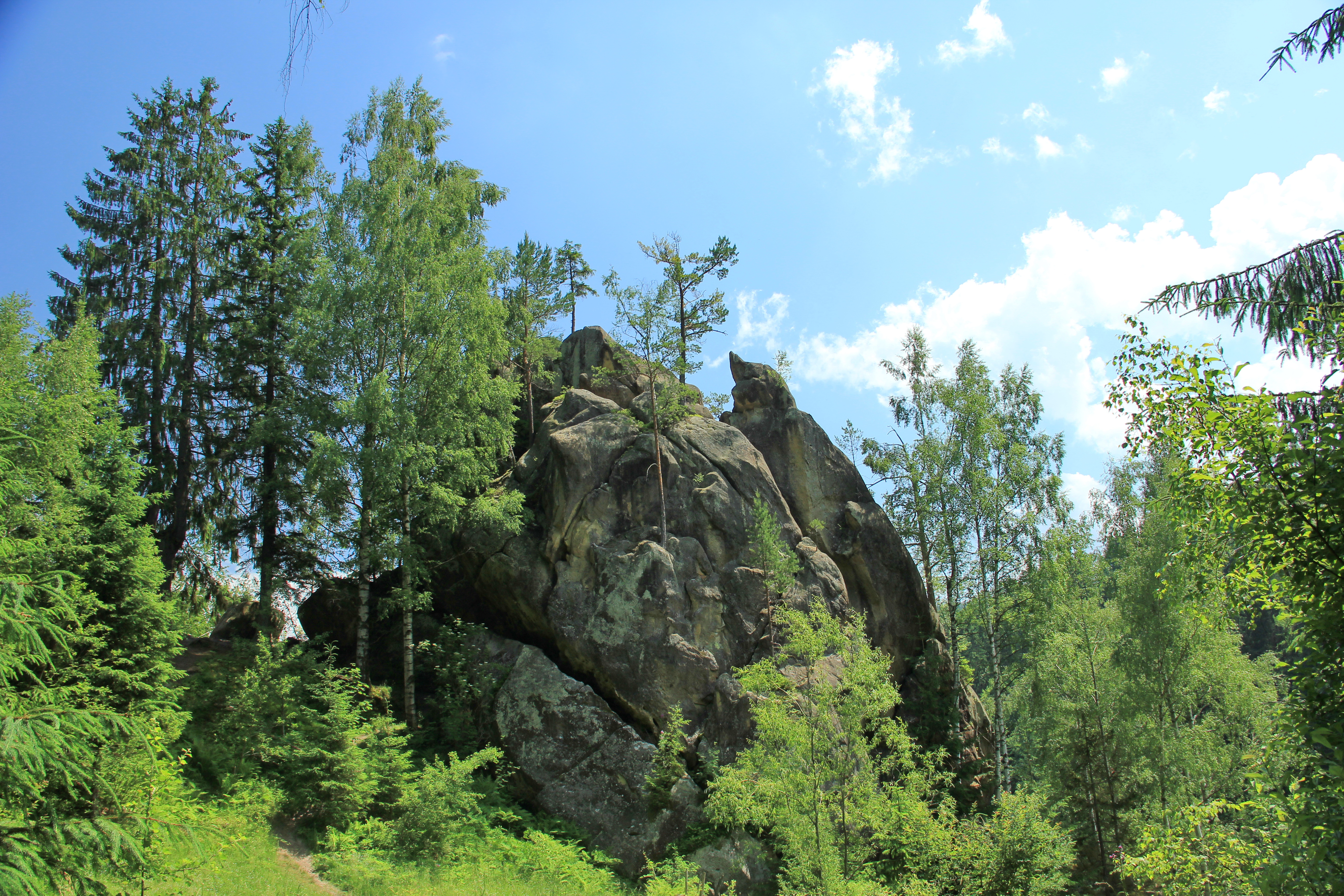
Терношорська Лада влітку
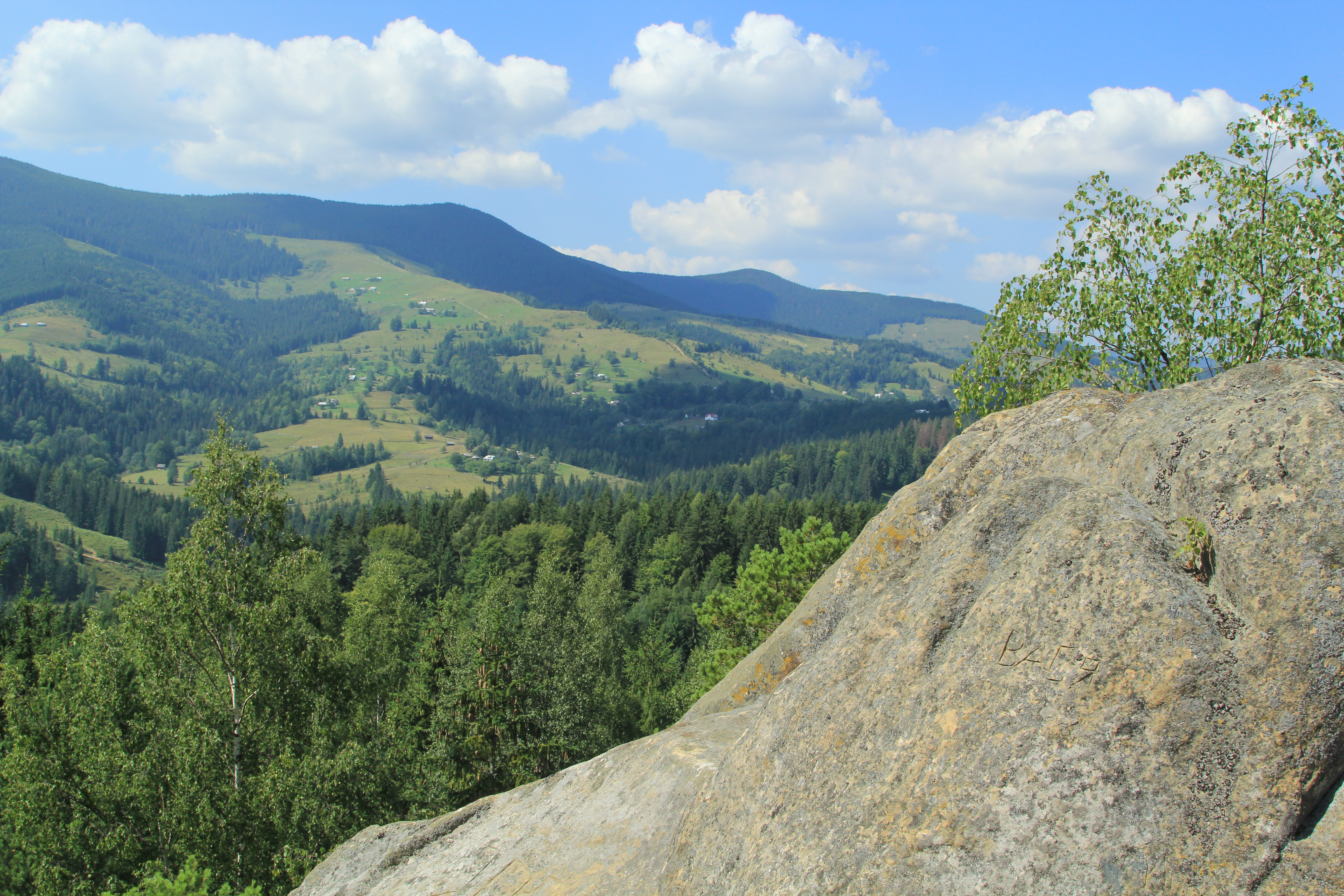
Вид на Снідавку
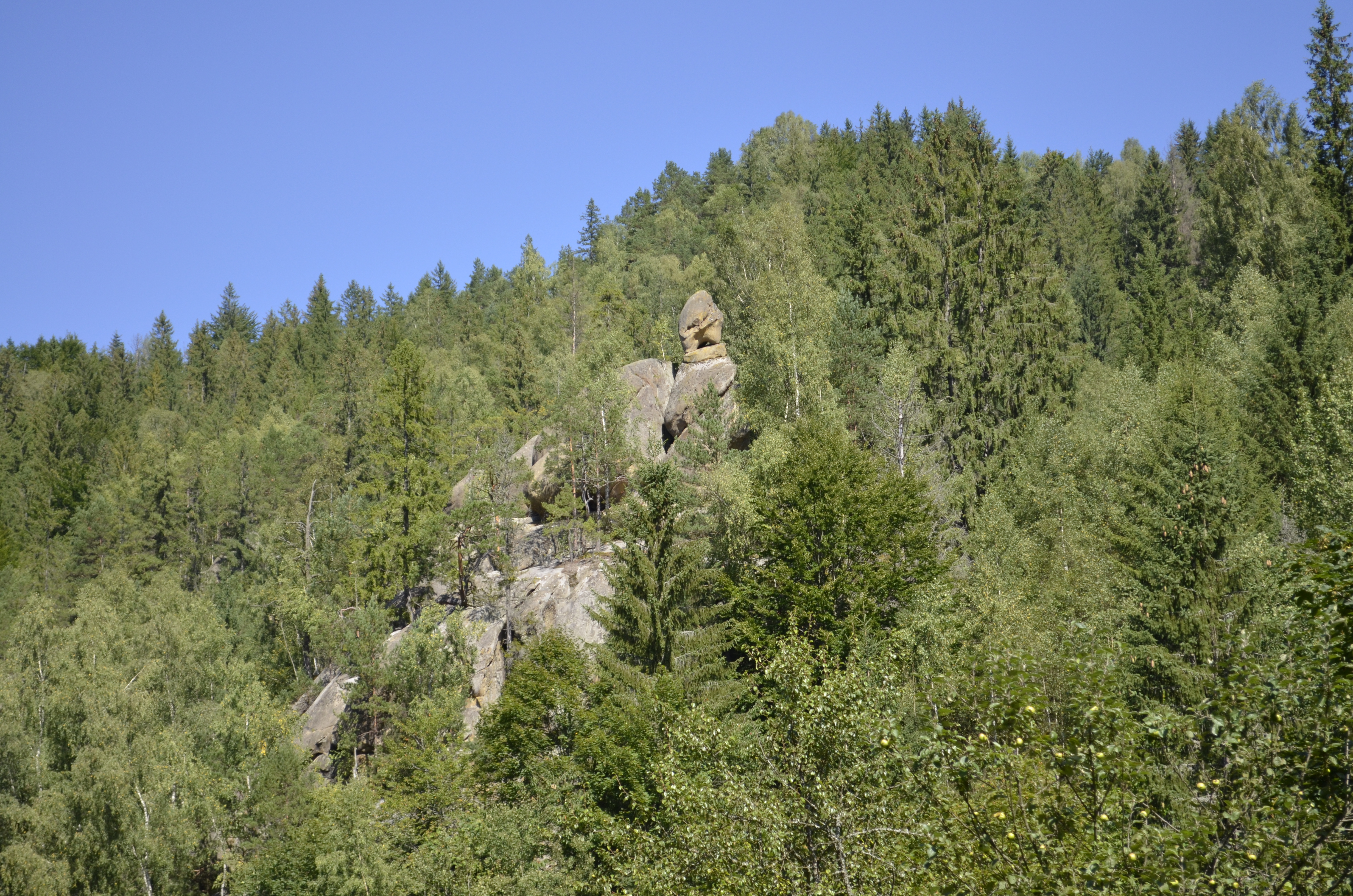
Вид на урочище
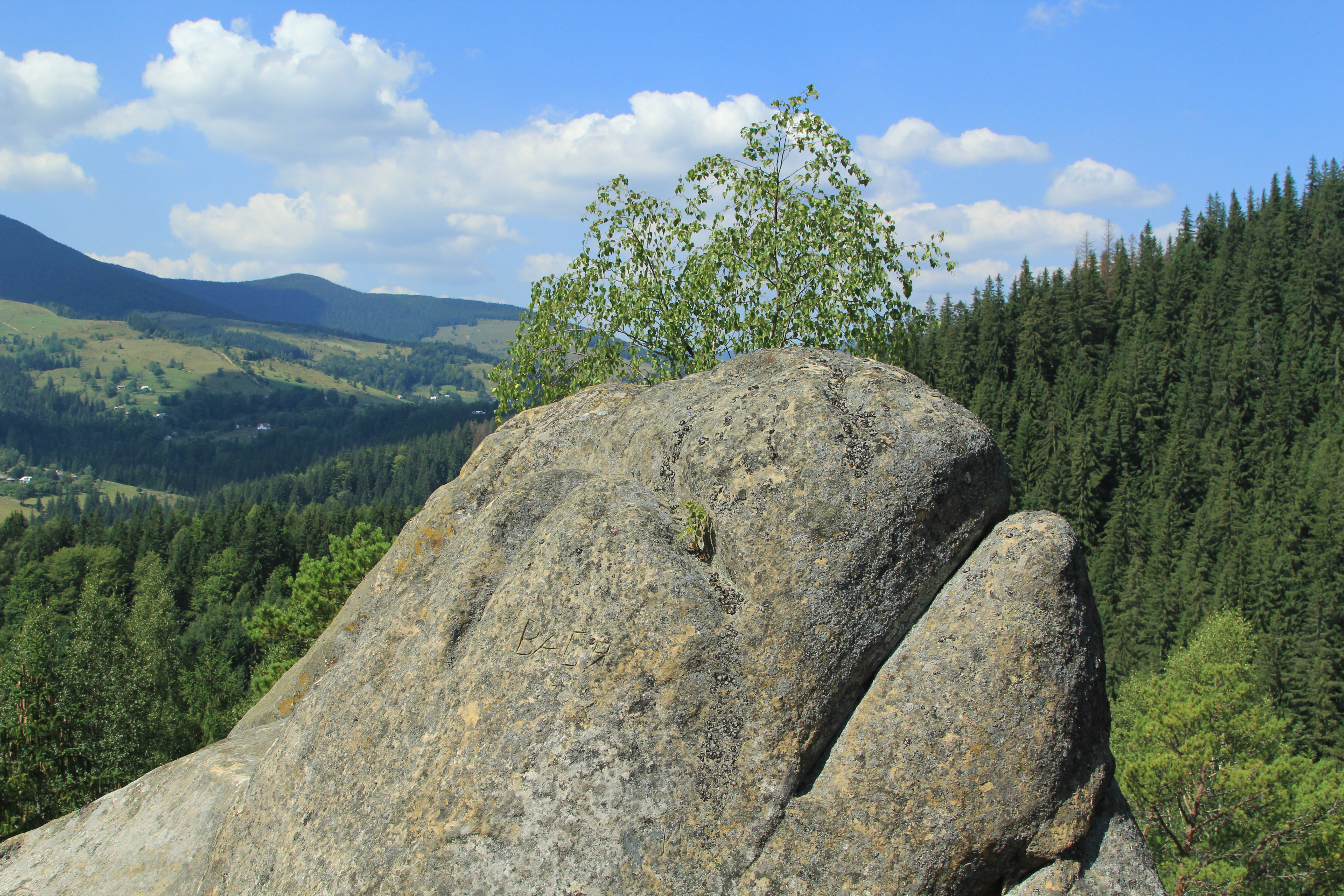
"Рот"